# Ngô Văn Dụ
Ngô Văn Dụ (sinh năm 1947) (tức Hai Dụ) là một chính khách Việt Nam. Ông nguyên là Ủy viên Bộ Chính trị khóa XI, nguyên Bí thư Trung ương Đảng, nguyên Chủ nhiệm Ủy ban Kiểm tra Trung ương, nguyên Chánh Văn phòng Trung ương Đảng, Đại biểu Quốc hội Việt Nam khóa XII.

## Xuất thân
Ngô Văn Dụ sinh ngày 21 tháng 12 năm 1947, quê quán tại xã Liên Châu, huyện Yên Lạc, tỉnh Vĩnh Phúc.

## Giáo dục
Ông tốt nghiệp bậc Cử nhân trường Đại học Kinh tế Quốc dân Hà Nội và Cao cấp lý luận chính trị.

## Sự nghiệp
Tháng 5 năm 1962, ông bắt đầu tham gia công tác thanh thiếu niên tại địa phương, lên dần vị trí cán bộ cấp huyện.
Ngày 10/3/1969, ông gia nhập Đảng Cộng sản Việt Nam.
Năm 1996, ông được phân công giữ chức Phó Chánh Văn phòng Trung ương Đảng Cộng sản Việt Nam.
Tháng 4 năm 2001, ông được bầu làm Ủy viên Ban Chấp hành Trung ương Đảng Cộng sản Việt Nam khoá IX, phân công giữ chức Chánh Văn phòng Trung ương Đảng.
Tháng 4 năm 2006, ông tái đắc cử Ủy viên Ban Chấp hành Trung ương Đảng Cộng sản Việt Nam khoá X.
Sau đó ông trúng cử Đại biểu Quốc hội khoá XI.
Tháng 1 năm 2009, tại Hội nghị lần thứ 9 Ban Chấp hành Trung ương Đảng (khóa X), ông được bầu bổ sung vào Ban Bí thư Trung ương Đảng Cộng sản Việt Nam.
Ngày 19 tháng 1 năm 2011, ông tái đắc cử Ủy viên Ban Chấp hành Trung ương Đảng Cộng sản Việt Nam khoá XI, được bầu làm Ủy viên Bộ Chính trị, được phân công làm Chủ nhiệm Ủy ban Kiểm tra Trung ương Đảng.
Sau Đại hội Đảng Cộng sản Việt Nam XII, ông nghỉ hưu.